# Арчаглы-Аят (посёлок)
Арчаглы-Аят — посёлок в Варненском районе Челябинской области России. Административный центр Аятского сельского поселения.

## География
Через посёлок протекает река Караталы-аят. Расстояние до районного центра села Варна 70 км.

## Население
| 2002 | 2010  |
| ---- | ----- |
| 1561 | ↘1231 |

По данным Всероссийской переписи, в 2010 году численность населения посёлка составляла 1231 человек (577 мужчин и 654 женщины).

## Улицы
Уличная сеть посёлка состоит из 14 улиц и 4 переулков.